# Rauni-Leena Luukanen-Kilde
Rauni-Leena Luukanen-Kilde (Värtsilä, 15 novembre 1939 – Vaasa, 8 febbraio 2015) è stata un medico finlandese, sostenitrice di teorie ufologiche e assertrice di varie teorie del complotto.

## Biografia
Dopo aver ottenuto un dottorato in medicina nel 1967, studiando nelle università di Oulu e Turku, ha esercitato come medico in Lapponia a partire dal 1975 fino a quando, nel 1986, un incidente stradale l'ha costretta a ritirarsi dall'attività professionale.

### Attività e presunti contatti con extraterrestri
Da allora fu conosciuta soprattutto per i suoi presunti contatti con alieni, con sue relative affermazioni e descrizioni. Rauni Kilde amava usare il suo antico titolo di dottore, ma si riferiva a se stessa anche come Ufficiale Medico di Finlandia, o altri titoli dubbi . Ha scritto libri sugli UFO che sono stati pubblicati in numerosi paesi, anche se le sue affermazioni sono state ripetutamente dimostrate essere errate . Inoltre sosteneva teorie relative alla presunta presenza di esseri provenienti da altri mondi e altre teorie del complotto. 
Tra queste, vi era una sua personale teoria del complotto sulle tecnologie di sorveglianza, del tutto indimostrata, secondo cui gli Stati Uniti d'America e altre nazioni sarebbero implicati in un presunto progetto segreto di ricerca sul "controllo mentale mediante microchip".